# 초파우

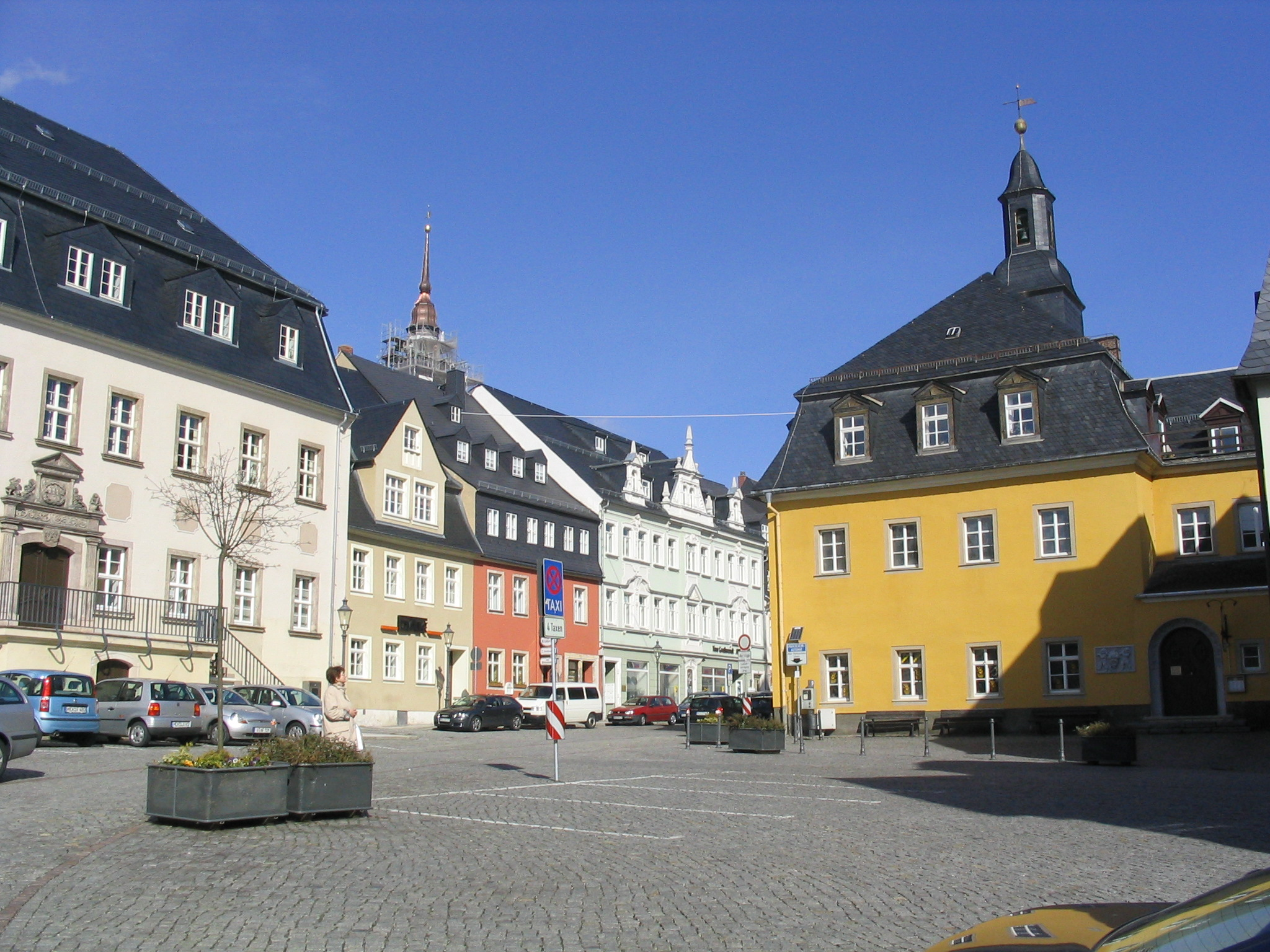
초파우 시장 광장

초파우(독일어: Zschopau)는 독일 작센주에 위치한 도시로 면적은 22.88km2, 높이는 350m, 인구는 9,538명(2015년 12월 31일 기준), 인구 밀도는 420명/km2이다. 켐니츠에서 남동쪽으로 약 14km 정도 떨어진 곳에 위치한다.

시 문장